# Aít Kmera
Aít Kmera (en árabe: أيت قمرة‎, en francés: Aït Kamra) es un municipio marroquí en la región de Tánger-Tetuán-Alhucemas. Desde 1912 hasta 1956 perteneció a la zona norte del Protectorado español de Marruecos.